# Sädesblåsa
Sädesblåsan (lat. vesicula seminalis eller glandula vesiculosa) består av två blåsformade körtlar, vilka mynnar i sädesledaren. I sädesblåsan produceras ett proteinhaltigt sekret som ingår i sädesvätskan.
Sekretet utgör ca 60% av totalvolymen sädesvätska, och innehåller proteiner som koagulerar efter ejakulationen och fruktos. Det påstås ofta att denna fruktos skulle utgöra näring för spermierna, men vid ejakulation i vagina kommer de flesta spermierna inte i kontakt med sädesblåsornas sekret, som töms ut efter att spermier och prostatasekret tömts ut mot livmoderhalssekretet så att spermierna kan starta sin resa mot ägget.
I övrigt ingår bl.a. små mängder prostaglandiner, hormoner som troligtvis har till uppgift påverka glatta muskler i kvinnans livmoder och livmoderhals. Sädesblåsornas sekret är generellt negativt för spermierna som får sämre rörlighet, överlevnad och skydd för sin arvsmassa om de vistas i sädesblåsesekret.
Det har spekulerats om det koagulerade sädesblåsesekretet är en utvecklingsmässig rest, som skulle kunna utgöra en "spermiedödande plugg". Hos gnagare bildar slutet av ejakulatet en plugg som försvårar för spermier från en annan hanne som ejakulerar efteråt.